# Meesia triquetra
Meesia triquetra (deutsch Dreizeiliges Bruchmoos) ist eine Laubmoos-Art aus der Familie Meesiaceae.

## Merkmale
Die dunkelgrünen Pflanzen werden bis 15 Zentimeter groß, sind dreizeilig beblättert und unten rhizoidfilzig. Der Stämmchenquerschnitt ist dreikantig und weist einen Zentralstrang auf. Die am Stämmchen herablaufenden Blätter sind um 3 Millimeter lang und unten 1,5 Millimeter breit, aus einer aufrechten, scheidigen Basis in eine breite, sparrig abstehende Spitze auslaufend. Die Blattränder sind flach und gesägt, die Rippe endet vor oder in der Blattspitze. Die Blattzellen sind unten verlängert rechteckig, oben kurz rechteckig oder unregelmäßig bis fast quadratisch.
Die Geschlechterverteilung ist diözisch. Männliche Gametangien sind scheibenförmig. Die Seta ist bis 10 Zentimeter lang. Die Sporenkapsel ist länglich birnförmig, der untere aufrechte Hals ist fast  so lang wie die geneigte Urne. Der Deckel ist kegelförmig, das Peristom ist doppelt. Sporen sind fein papillös und 32 bis 40 Mikrometer groß.

## Standortansprüche und Verbreitung
Meesia triquetra wächst in nassen, basenreichen bis schwach sauren Nieder- und Zwischenmooren und in Verlandungszonen von Seen.
Weltweit ist die Art zirkumpolar verbreitet, besonders in der arktischen und borealen Zone, südlich davon nur in den Gebirgen. Weitere Vorkommen werden für Australien angegeben.
In Deutschland war die Art bis ins 20. Jahrhundert hinein noch im ganzen Gebiet zerstreut bis manchmal häufig vorhanden. Im krassen Gegensatz dazu ist sie heute akut vom Aussterben bedroht. Es gibt nur mehr wenige Restvorkommen in einigen Mooren am Alpenrand, in den übrigen Gebieten ist sie verschollen oder ausgestorben. Der Grund für den massiven Rückgang der Bestände ist neben der Zerstörung von Moorstandorten auch der erhöhte Eintrag von Nährstoffen aus der Umgebung. Auch fehlende Mahd, vermehrtes Aufkommen von großwüchsigen Seggen, Gräsern und Gebüschen wirken sich nachteilig auf die Wuchsorte aus.
Für Österreich werden die Vorkommen im Alpenraum mit selten bis zerstreut angegeben (Grims, 1999). Aus dem Dachsteingebiet gibt es eine Anzahl von Fundmeldungen aus den ersten beiden Jahrzehnten dieses Jahrhunderts (Schlüsslmayr, 2019).